# Svatopluk Beneš

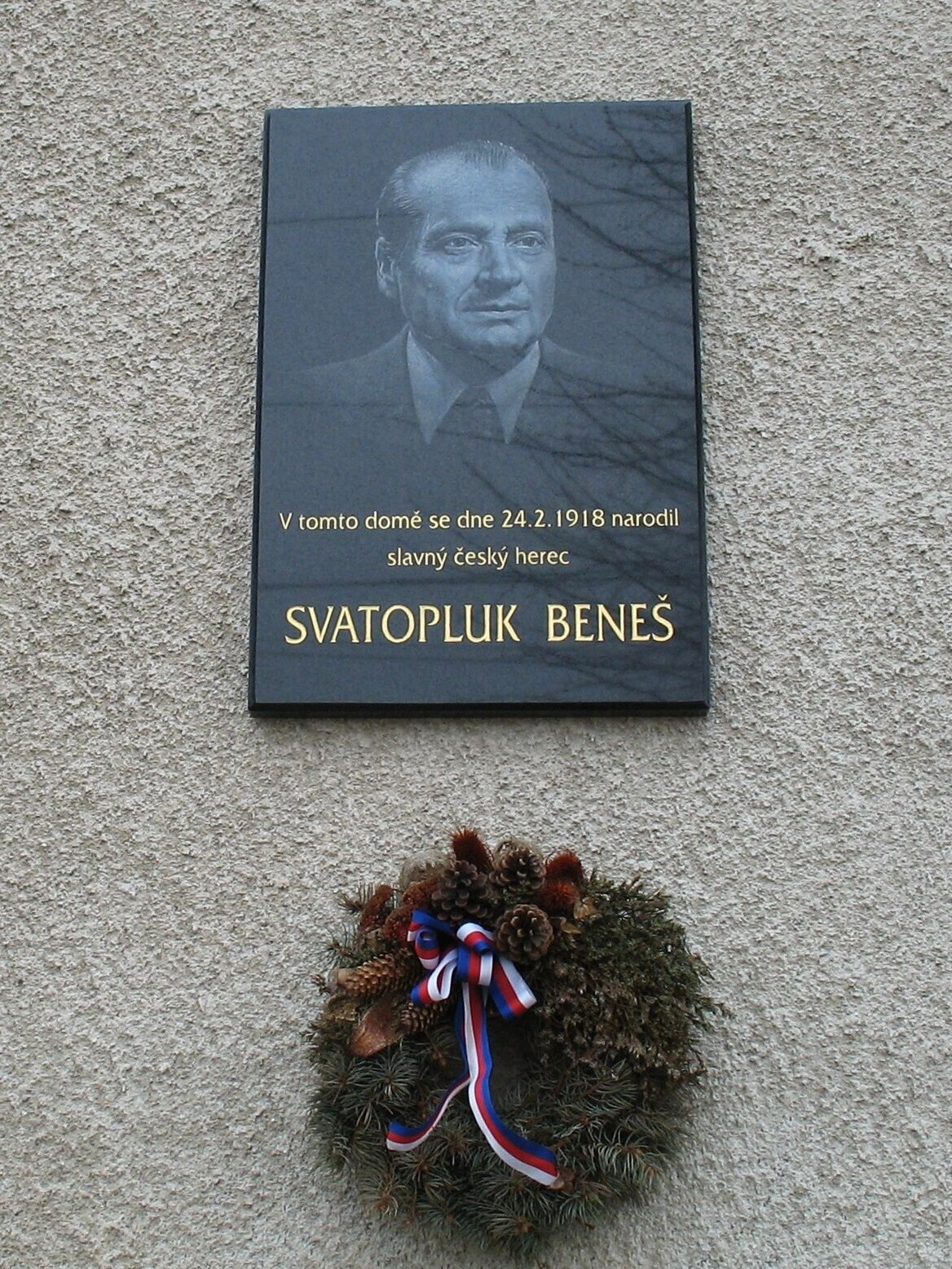
Gedenktafel für Svatopluk Beneš

Svatopluk Beneš (* 24. Februar 1918 in Roudnice nad Labem; † 27. April 2007 in Prag) war ein tschechischer Filmschauspieler. Er galt als einer der letzten tschechischen Filmstars der ersten Tschechoslowakischen Republik.

## Leben und Wirken
Svatopluk Beneš begann seine Filmlaufbahn 1934 mit einer  Nebenrolle in dem romantischen Filmdrama Hudba srdcí von Regisseur Svatopluk Innemann. Bekannt wurde er vor allem als Oberleutnant Lukasch in der Verfilmung des Braven Soldaten Schwejk aus den Jahren 1956/57. Beneš wirkte in rund 80 Filmen mit, zuletzt im Jahre 2003 in der für den Oscar nominierten Koproduktion Zelary. Svatopluk Beneš litt bereits zu Dreharbeiten dieses Filmes an einer Demenzkrankheit und war in den letzten Jahren seines Lebens in einem Prager Krankenhaus untergebracht. Er starb im Alter von 89 Jahren.

## Filmografie (Auswahl)

### Kino
- 1938: Pariserin (Studentská máma)
- 1938: Der unsterbliche Geliebte (Karel Hynek Mácha)
- 1941: Nachtfalter (Nocní motýl)
- 1941: Stromschnellen (Pereje)
- 1942: Ich komme gleich (Prijdu hned)
- 1948: Ein Kuß im Stadion (Polibek ze stadionu)
- 1952: Ein Rebell (Mikolás Ales)
- 1953: Junge Jahre (Mladá léta)
- 1953: Geheimnis des Blutes (Tajemství krve)
- 1954: Es geschah im Nürnberg-Expreß (Expres z Norimberka)
- 1954: Komödianten (Komedianti)
- 1957: Der brave Soldat Schwejk (Dobrý voják Svejk)
- 1958: Melde gehorsamst (Poslusne hlásím)
- 1965: Alibi auf dem Wasser (Alibi na vode)
- 1973: Die Tage des Verrats (Dny zrady)
- 1977: Der Mädchenkrieg
- 1978: Der Schneider von Ulm
- 1978: Ein stiller Amerikaner in Prag (Tichý American v Praze)
- 1979: Theodor, der Misanthrop (Já uz budu hodný, dedecku!)
- 1980: Auf des Messers Schneide (Na koho to slovo padne)
- 1992: Katja und die Gespenster (Kacenka a strasidla)
- 2003: Zelary

### Fernsehen
- 1970: Alte Kriminalfälle (Hrísní lidé mesta prazského) (Fernsehserie)
- 1974: Hausherrn und Mieter (Byl jednou jeden dum) (Fernsehserie)
- 1975: Pan Tau
- 1976: Die Kriminalfälle des Majors Zeman (30 prípadu majora Zemana)
- 1978: Hejkal
- 1979: Die Märchenbraut (Arabela) (Fernsehserie)
- 1979: Drei Musketiere mit Diplom (Inzenýrská odysea) (Fernsehserie)
- 1979: Die Magermilchbande (Fernsehserie)
- 1981: Das Krankenhaus am Rande der Stadt (Nemocnice na kraji mesta) (Fernsehserie)
- 1982: Unterwegs nach Atlantis (Fernsehserie)
- 1982: Die Wahlverwandtschaften (Les affinités électives) (Fernsehfilm)
- 1984: Der Wunschkindautomat (Bambinot) (Fernsehserie)
- 1992: Katja und die Gespenster (Kačenka a zase ta strašidla) (Fernsehserie)
- 1999: Hotel Herbich (Fernsehserie)